# Ardenna tenuirostris
La pardela de Tasmania (Ardenna tenuirostris) es una especie de ave Procellariiformes de la familia Procellariidae que habita principalmente en el océano Pacífico. Es la especie de ave marina más abundante en las aguas de Australia y allí se explota comercialmente. Se reproduce principalmente en pequeñas islas del estrecho de Bass y Tasmania y posteriormente migra al hemisferio norte para pasar allí el  verano boreal.
Esta especie parece estar relacionada con la pardela sombría de Nueva Zelanda y la pardela capirotada, todas ellas de cola corta y pico negro, pero sus parentescos precisos no se conocen (Austin, 1996; Austin et al., 2004). Estas están entre las especies más grandes de pardelas, las que podrían pertenecer a un género separado Ardenna (Penhallurick & Wink, 2004).
Cada padre alimenta a su única cría por 2-3 días y entonces la deja hasta tres semanas en busca de comida. Estos viajes de alimentación pueden cubrir distancias de 15.000 km y significa que los polluelos pueden quedar sin atención por más de una semana. Cuando los jóvenes dejan el nido pesan unos 900 g,  y pueden ser más pesados que sus padres. En Tasmania, y especialmente en las islas del grupo Furneaux, los polluelos son recolectados en este periodo para usarlos como alimento y para obtener aceite.
Cada invierno austral, las pardelas  migran a los mares frente a  las costas de las islas Aleutinas y de Kamchatka. En la primavera austral, viajan nuevamente al sur por la costa de California antes de cruzar el Pacífico par llegar nuevamente a Australia.